# Харьковская епархия ПЦУ
Харьковская епархия Православной церкви Украины (укр. Харківська єпархія Православної Церкви України) — епархия Православной церкви Украины в административных границах Харьковской области.

## История
Епархия образована в 1992 году после образования УПЦ КП и включала в себя Харьковскую и Полтавскую области. В 1993 году была освящена первая церковь в честь свв. мучеников. Бориса и Глеба в помещении Харьковского епархиального управления (ул. Володарского 4). В связи с решением Священного Синода УПЦ КП от 20.02.1997 года, Харьковско-Полтавская епархия была разделена на две отдельные епархии.

## Названия епархии
- Харьковская и Полтавская (июль 1992 — 20 февраля 1997)
- Харьковская и Богодуховская (20 февраля 1997 — 2 февраля 2023)
- Харьковская и Слобожанская (с 2 февраля 2023)

## Управляющие епархией
- Роман (Попенко) (июль 1992 — 25 декабря 1993)
  - в/у Филарет (Денисенко) (декабрь 1993 — 1995)
  - в/у Адриан (Старина) (1995 — 29 мая 1998)
  - в/у Филарет (Денисенко) (29 мая 1998 — 1999)
- Владимир (Полищук) (1999—2000)
- Флавиан (Пасечник) (2000—2003)
  - в/у Евсевий (Политыло) (2003—2005) — временно управляющий Харьковской епархией
- Лаврентий (Мигович) (25 августа 2005 — 27 июля 2013)
- Митрофан (Бутынский) (c 25 августа 2013)